# Riedhof (Hohenkammer)
Riedhof ist ein Weiler und Gemeindeteil der Gemeinde Hohenkammer im oberbayerischen Landkreis Freising. 

## Lage
Riedhof befindet sich fünf Kilometer nordöstlich von Hohenkammer und gehört zur Gemarkung Schlipps.

## Geschichte
Die erste urkundliche Erwähnung als Einöde erfolgte im Jahr 843. Im 14. Jahrhundert wurde Riedhof an die Kirche Hohenkammer angegliedert. Im Jahr 1655 kaufte Georg Christoph von Haslang den Riedhof für 500 Gulden.
Am 1. Januar 1972 wurde die Gemeinde Schlipps im Zuge der kommunalen Neuordnung in Bayern aufgelöst. Der Ort Schlipps und die Gemeindeteile Riedhof, Deutldorf, Eglhausen, Kleinkammerberg und Unterwohlbach wurden nach Hohenkammer umgegliedert. Der Gemeindeteil Oberkienberg kam zu Allershausen.
Markantestes Gebäude von Riedhof ist die Ende des 19. Jahrhunderts errichtete neugotische Kapelle. 500 m südöstlich der Kapelle befindet sich ein vorgeschichtlicher Grabhügel, der als archäologisches Geländedenkmal des Landkreises Freising klassifiziert wurde.